# Diva
 For alternative betydninger, se Diva (flertydig). (Se også artikler, som begynder med Diva)
En diva (italiensk for "guddommelig") er en feteret sangerinde eller skuespillerinde. Ordet blev oprindeligt brugt om operasangerinder med stjernestatus og et enestående sangtalent. Af kendte operadivaer kan nævnes Maria Callas, Birgit Nilsson, Janet Baker og Kiri Te Kanawa.